# آندژی مارکوفسکی
آندژی مارکوفسکی (لهستانی: Andrzej Markowski؛ ‏ ۲۲ اوت ۱۹۲۴ – ۳۰ اکتبر ۱۹۸۶) رهبر ارکستر، موسیقی‌دان و آهنگساز اهل لهستان بود.
از فیلم‌هایی که وی در آن‌ها آهنگسازی‌شان نقش داشته‌است، می‌توان به سرهنگ وودیوفسکی، خاکستر، پژِکوادانیـِـتس، سایه، مجروح در جنگل و یک نسل اشاره نمود.